# Axiopsis tenuicornis
Axiopsis tenuicornis är en kräftdjursart som beskrevs av De Man 1905. Axiopsis tenuicornis ingår i släktet Axiopsis och familjen Axiidae. Inga underarter finns listade i Catalogue of Life.